# Славейко Арсов
Славейко Арсов Кікірітков (17 серпня 1878, Ново Село, Штипско - 9 липня 1904) — македонський революціонер, учасник македонського революційного руху, член і лідер Македонської революційної організації.

## Життєпис
Арсков народився в штипському Новому Селі. Освіту здобув у Штипі, Скоп’є (1895) та Софії (1897/98). У 1899 році вступив до лав ВМОРО. У 1900 році був ув'язнений у Кічево, а потім у Бітолі. Після 14 місяців викупу йому вдалося вибратися з в'язниці. Перші роки він був рядовим бійцем у чоті воєводи Марка Лерінського, а потім був обраний повітовим воєводою у Бітольській області, потім у Ресенському повіті. Брав активну участь у Смілівському з’їзді та в Ілінденському повстанні в боях на Ресенщині. Коли повстання було придушено, він поїхав на лікування до Болгарії, але невдовзі зі своєю чотою повернувся до Македонії. Їдучи до Ресеня 9 липня 1904 р. біля с. Горно Гюгянці (Свети Ніколе) разом з чотою Стояна Донського були оточені турецькою армією. Протягом 6 годин вони вели важкий кривавий бій. Він був важко поранений і, щоб не потрапити живим до рук турецької армії, покінчив життя самогубством.

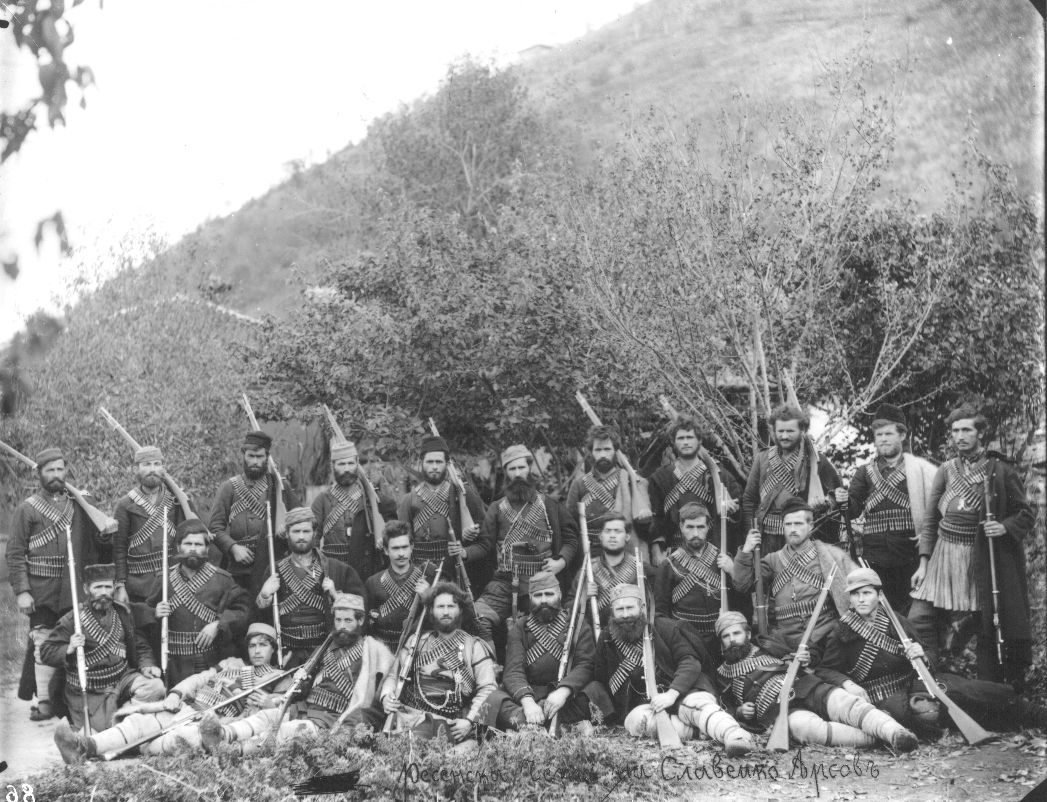
Чота Славейка Арсова
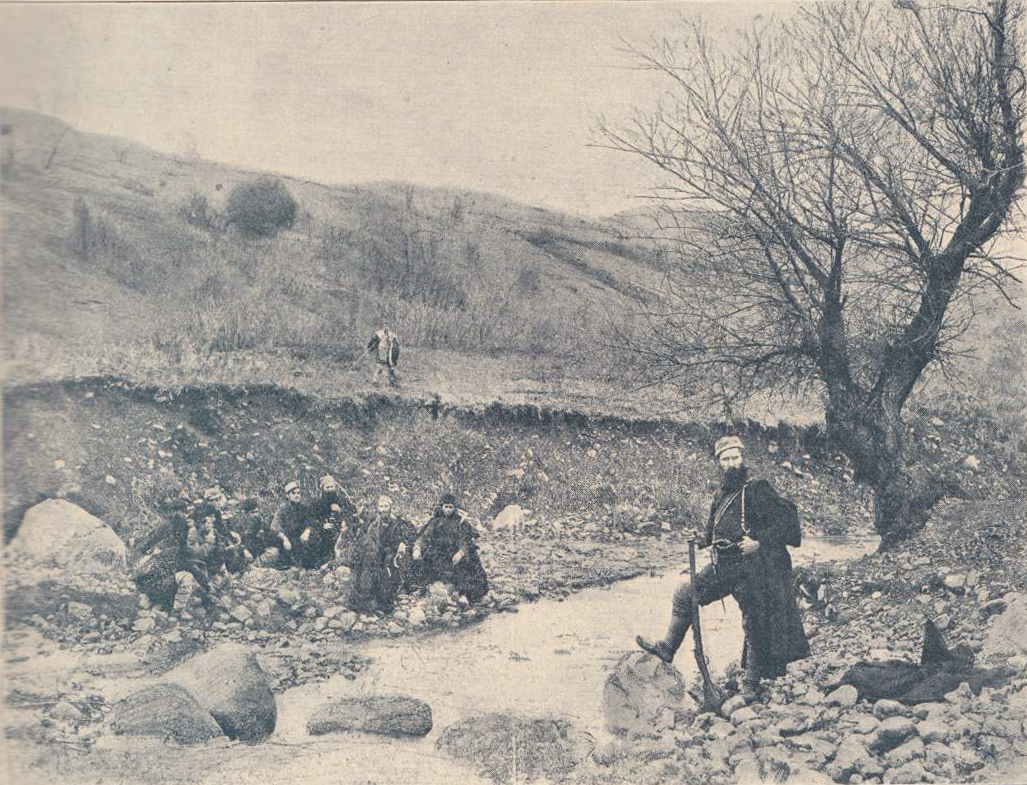
Чота Славейка Арсова

## Зовнішні посилання
- Славейко Арсов, «Спогади»